# إبراهيم الراجي
 الحاج إبراهيم الراجي بن بوعزة بن أمحزون  (ولد 1910 - توفي 18 سبتمبر 1989) من أبطال المقاومة المغربية بالأطلس المتوسط.
ولد بقبيلة ايت عزيزة بآيت اسكوكو بمنطقة مجاورة لبحيرة اكلمام ازكزا بجبال الأطلس المتوسط (خنيفرة) وسط  أسرة محافظة ومتشددة بأصول الدين. فعن سن 12 من عمره كان حاملا لكتاب الله فقرر أبوه أن يرسله سنة 1922م إلى مدينة مراكش من أجل متابعة دراسته في علوم الفقه و اللغة العربية والشريعة الإسلامية وقد تتلمذه على يد مجموعة من العلماء و من بينهم العلامة المختار السوسي وبعد أن أنهى دراسته في مدينة مراكش عاد إلى بلدته حيث كان متشبعا بالأفكار النضالية و الوطنية التي تدعو إلى طرد المستعمر الفرنسي من البلاد فقد اتخذ مسجدا يدرس فيه أصول الفقه إلى أن انطلقت حركة المقاومة من أجل طرد المستعمر الفرنسي من البلاد وكان من مؤسسي حركة المقاومة بالأطلس المتوسط و بالتحديد بمنطقة مريرت إلى جانب باقي المناضلين في الحركة الوطنية في مناطق أخرى من المغرب وكان يشرف على عدة خليات تقوم بعمليات فدائية حيث كبدت المستعمر خسائر فادحة في العتاد والأرواح و قد نفذ هو شخصيا عدة عمليات ضد المستعمر الفرنسي ورغم أسره و تعرضه لشتى أنواع التعذيب عدة مرات من طرف المستعمر فقد واصل نضاله و كفاحه المسلح مع رفاقه الوطنيين بالمنطقة حتى رجوع الملك محمد الخامس من منفاه حيث تم اعتراف باستقلال المغرب من طرف المستعمر وكان عضوا في اللجة الوطنية المكلفة بتهيء ملفات من أجل منح بطاقات صفة مقاوم كما اشتغل إماما في أحد المساجد و كذلك في الميدان الفلاحي إلى أن وافته المنية ودفن بمقبرة ايت احماد ايت عزيزة سخيرات مريرت و قد ترك وراءه خمسة أبناء و بنتان.